# Гендер і релігія
Гендер - система соціально сконструйованих відмінностей між чоловіками і жінками, завдяки якій чоловіків і жінок розділяють та готують до різних ролей у суспільстві.  Гендер уособлює нерівність між чоловіками і жінками і завжди стосується ієрархії та влади. Релігія – одна з культурних практик, яка мала та досі має вплив на трансформування біологічної статі у гендер – тобто на концепти «фемінності» та «маскулінності». Для релігійних послідовників культурно сформоване сприйняття статей крізь «гендерні лінзи» набуває сталого сакрального та єдиновірного значення. Гендер та релія не є незмінними чи абсолютними і знаходяться у контексті того навколишнього середовища, яке їх оточує. Саме тому було б правильне формулювання «гендерування релігії» або «дослідження гендеру в релігії», зважаючи на той факт, що релігія та гендер не світи, які існують окремо один від одного, а взаємопов’язані елементи. Гендерні аспекти пронизують релігію. Завдяки «вбудованості» гендеру у релігію, його важко ідентифікувати та відокремити від інших релігійних аспектів.
Статеві відмінності в релігії можна класифікувати на "внутрішні" та "зовнішні". Внутрішні релігійні питання вивчаються з точки зору конкретної релігії і можуть включати релігійні переконання, практики ролей і прав чоловіків та жінок у сфері управління, освіти та богослужіння. Вони також включають переконання про стать божеств або стать релігійних діячів, а також твердження про походження і сенс людської статі.
Зовнішні релігійні питання можна широко трактувати як вивчення релігії з точки зору спостерігача, включаючи можливі зіткнення між релігійними лідерами і мирянами, а також вплив і відмінності між релігійними поглядами на соціальні питання. Наприклад, різні релігійні парадигми схвалюють або засуджують альтернативні типи сімей, гомосексуальні стосунки, а також аборти. Зовнішні релігійні питання також можуть бути досліджені з точки зору «лінз гендеру», яку охоплюють у фемінізмі та / або критичній теорії і її відгалуженнях.
Релігійні питання з позиції гендеру вивчає також феміністична теологія. Вона концентрується на гендерних стереотипах, ідеалах та ієрархії соціальних ролей у дискурсі релігійної філософії та традиційних віровчень. Вона має за ціль викорінення гендерної нерівності у релігійному фокусі завдяки феміністичній критиці та теорії влади. Звертаючись до традиційної теології, наявний гендерий порядок є зумовлений “Божим промислом”, через це він сприймається єдиноправильним та незмінним. Гендерна теологія розглядає релігію з точки зору культурної критики та сприймає гендерні ролі як сконструйовані суспільством. Вони також сприймають гендерну ідеологію священних текстів як наслідок політичного впливу певної епохи.
У дослідженнях, що стосуються гендерних моделей релігій, було загальновизнано, що жінки частіше релігійні, ніж чоловіки. У 1997 році статистичні дані, зібрані Бейт-Халлахмі і Аргилем, теоретизували це явище на три основні причини. Перше пояснення полягає в тому, що жінки більш емоційні, у порівнянні з чоловіками, таким чином, вони частіше звертаються до релігії в періоди емоційної напруги, такі як вдячність або почуття провини. Друге пояснення полягає в тому, що соціалізація жінок частіше узгоджується з цінностями, які часто зустрічаються в релігії: регулювання конфліктів, ніжність і смиренність. Навпаки, соціалізація чоловіків частіше підкреслює непокору, роблячи тим самим керівні аспекти релігії менш привабливими. Третє пояснення полягає в тому, що оскільки жінки у більшості релігій ототожнюються з піклуванням про сімейну домівку, соціум очікує від них брати на себе більшу відповідальність, у порівнянні з чоловіками, за виховання дитини та піклування про сім’ю. Іншим прикладом є те, що традиційно чоловіки, як правило, працюють поза домом, тоді як жінки, зайняті всередині будинку, це відповідає дослідженням, які показали, що частіше люди, які зайняті вдома - релігійні. Сучасні дослідники приходять до консенсусу щодо факту нівелювання жіночого досвіду віри, а також самих потреб жінок у релігійному самовираженні. Існує низка прикладів в кожній зі світових релігій, які ілюструють наявність системи поглядів, які занижують жіночу роль – другорядність та гріховність жінки (створена з ребра Адама, винна у вигнанні з Едему), менструальні табу, заборони вивчення священних текстів, ведення служби. Однак, у той же час, історія містить докази значного місця, яке займали жінки у витоків багатьох релігій.

## Стать Божеств
Головна сторінка - Гендер Бога
Найдавніші документально оформлені релігії, а також деякі сучасні анімістичні релігії, включають обожнювання характеристик природного світу. Духи хоча і не завжди, але мають гендерну сегрегацію. Припускається, що, починаючи з 19-го століття, політеїзм виник з анімізму, оскільки релігійний епос надавав особистості автохтонним духам анімістів у різних частинах світу, особливо в розвитку стародавньої ближньої, східної та індоєвропейської літератури. Політеїстичні боги також зазвичай є гендерованими. Найбільш ранні свідоцтва єдинобожжя є поклоніння богині Евріномі, Атонам в Єгипті, вчення Мойсея в Торі і зороастризм в Персії. Тобто, Атон, Яхве і Ахура Мазда — це перелічені божества, які мають чоловічу стать.
Деякі дослідники  припускають, що древні богині були переосмислені таким чином, щоб вони відповідали певним гендерним ролям. Наприклад, північна богиня Фрейя спочатку уособлювала собою війну і любов, але після декількох століть вона перетворилася в єдину репрезентацію любові і сексуальної поведінки.
Індійська богиня Калі порушує стандартні очікування від гендерних ролей жінок, які уособлюють любов, сексуальність, родючість і красу, оскільки вона є богинею життєвого циклу і руйнівної війни. Прикладом типової жіночої богині є Афродіта, яка показана як жіночна і красива.
В християнстві вважається, що Бог Син втілився саме як чоловік. Християни традиційно вірять, що Бог має чоловічий рід, а не чоловічу стать, тому що Отець ніколи не превтілювався. Щодо статі Святого Духа, то щодо нього немає остаточного історичного консенсусу; виділити його стать точно ніхто не може.
Іслам, з іншого боку, має традицію, що стать імені Аллах, як самого Бога, не може бути виділена ні граматично, ні природно. Займенники чоловічого характеру імені Аллаха в Корані трактуються як загальні (для обох статей).
Народження нашого світу здійснилось, як акт розпаду цілісності, тобто відбулося роз’єднання чоловічого і жіночого начала. Припускається, що творці світу, через свою сакральність, залишаються андрогінами, тобто були наповнені обидвома статями. Такими були боги, а саме: Ра (єгипетська міфологія), Адіті (корова-бик — мати-отець індійських богів), Імір (скандинавська міфологія), тощо. Тобто, андрогінами прийнято вважати головних богів «першого порядку». Всі інші боги, що були потім, мають гендерне розрізнення. Надалі створювалась ієрархічна система у результаті якої жіночі образи почали відсовуватися на другий план та підпорядковуватись чоловічим божествам. Саме чоловічим божествам притаманні найбільш потужні природні явища (Шамаш, Вівасват, Аполлон, Геліос, Янь-ді, Атум, Вішну, Дажбог, Хорс, Белбог та ін.).
За жіночими образами закріпилася сфера родючості. Це образи Рененут та Маат у єгипетській міфології; Кубаби у хетській міфології; Габі у кельтській міфології, Ашнан — у шумерській та ін. В античній міфології — це Деметра, яка передає людям знання про ведення сільськогосподарських робіт. Жіночі персонажі «відповідали» за ткацтво та прядіння. У шумерський міфології богинею ткацтва була павучиха Утту, у грецькій — Арахна.
Якщо розділяти на маскулінні та фемінні константи, за які відповідали боги, то чоловічими були рух, зміни; активність, творче перетворення; сонце, вогонь, тепло; природні сили, а жіночими — стабільність; пасивність; земля, місяць, зірки; сімейна та родинна впорядкованість.

## Створення міфів про гендер
Одвічне питання зародження перших істот на Землі хвилює людство з давніх-давен. Як тільки люди почали формувати міфи як джерело пояснення світових процесів, з’явились міфи про чоловіка і жінку. У багатьох релігіях містяться історії про те, як люди прийшли до створення гендеру.
Досить часто в історіях чоловіки і жінки створюються одночасно, однаково рівні за усіма правами та можливостями. Одним з прикладів є історія створення, описана в Біблії. Адама Бог створив ніби із землі, тоді як вже жінка створена із найкращого з кращих.
Існує також історія, єврейська притча про створення жінки. В ній ідеться про те, що Господь не створив жінку з уст чоловіка, щоб не була балакучою, з очей — щоб не була заздрісною, з вух — щоб не була надто цікава. Створив він її з ребра як із частини тіла, близької до серця чоловіка, і закритої плоттю, тобто нікому не видною. Хоча, жінка не уникнула ні балакучості, ні заздрощів, ні цікавості. Проте задум Божий полягав у тім, щоб жінка не була на очах в людей і максимально наблизилась до свого чоловіка. Тут жінка має максимально позитивні первинні характеристики і загалом направлена на високу і відповідальну роль.
Деякі коментатори іноді інтерпретують тут паралелізм, свідомо підкреслюючи, що людство є, в певному сенсі, "єдність у різноманітності" з божественної перспективи  і що жінки як і чоловіки, включені до Образу Бога. Перша людина, Адам, розглядається як духовна істота або ідеал, який можна виділити як чоловічий, так і жіночий; андрогінна істота без статі. П’єр Чауну стверджує, що біблійна гендерно-всеохоплююча концепція людства різко контрастує з поняттям гендеру, знайденими в старій літературі з навколишніх культур, і припускає більш високий статус жінки у західному суспільстві завдяки юдейсько-християнському впливу. Деякі вчені, такі як Філон, стверджують, що «гендер» розвивався через випадковий поділ «справжнього « Я », яке існувало до того, як було призначено гендером.
За іншими даними, чоловік створюється першим, за ним йде жінка. Це стосується історії створення із Другого Завіту, де перша жінка (Єва) створена з ребра першої людини (Адама), як супутника і помічника. Цю версію, як правило, називають єврейські органи влади в підтримку патріархату, а також християнські перекладачі. Схожа історія з'являється в Корані. Існує цікава кореляція між двома історіями гендерного створення, обидві історії уявляють собі ідеал унітарного "я". Однак унітарна особистість є або андрогінна, або фізично чоловіча; обидві з яких є чоловічими в конфігурації. Таким чином, чоловіки і жінки повинні стати одним цілим; що означає стати чоловіком. Третя історія створення Адама і Єви стала відомою через те, що жінок розглядали у вікторіанському суспільстві за допомогою "Eva/Ave Palindrome", де Єва була жінка в її слабкому і злісному стані, заснованому на Єві в Едемському саду і Ave Марія (як в Ave Maria), новий святий і чистий ідеал, який було неможливо жінкам імітувати. Історично, жінки були поділені на дві категорії; жінок і незайманих. Жінки, які мають близькість з чоловіками, відзначаються жінками, тоді як ті, хто не бере участі в таких діях і які є божественними, вважаються незайманими «божественними». Таким чином, жінки можуть уникнути «гендерування» як жінки, якщо вони беруть участь у целібаті. У «Симпосії» Платона, Аристофан ввів підхід, щоб пояснити гендер і романтичний потяг. Були спочатку три статі: чоловіки, жінки, і «андрогін», який був наполовину чоловік, наполовину жінка. Як покарання за напад на богів, кожен був розбитий навпіл. Половини андрогінозної істоти стали гетеросексуальними чоловіками і жінками, тоді як половина всіх чоловіків і жінок стала геями і лесбійками відповідно. Таким чином пояснювалось існування гермафродитів, андрогінів і всіх інщих, як пізніше рахували, відхилень.

## Ролі лідерів
Словосполучення «жіноче священство» на сьогоднішній день стало вже певним штампом, міцно пов'язаним із західним християнством. Саме «жіноче священство» вважається одним з головних індикаторів секуляризаційних процесів, що охопили сучасний протестантизм. Однак, на жаль, досі в деяких країнах досить гостро стоїть питання про те, що жінка не може бути пророком через певні гендерні упередження і дискримінацію за гендерною характеристикою. Якщо детальніше згадати, то в Євангелії зазначено, що кожен християнин є  священником за суттю своєю і має право проповідувати сенс ординованного служіння в церкві полягає в публічній проповіді Євангелія і подання таїнств. В принципі, це завдання всіх християн як священників Христових. Відповідно, жінки теж входять в це поняття «всі християни» - входять в поняття загального священства віруючих. Однак в інтересах збереження миру і порядку на публічне служіння призиваються ті, хто офіційно уповноважений на це церквою. Мета тут - досягти максимальної ефективності євангельського провіщення. Тому призиваються люди, здатні до публічної проповіді і які мають відповідну освіту, а також вказується той факт, що Христос був чоловіком.
Проповідь Євангелія сповіщає прощення і прийняття Бога, в якому усе одно потребують як віруючі, так і невіруючі люди. При цьому тип релігійності, стиль мислення і спосіб сприйняття світу стають не так вже й важливі. Євангеліє долає все це. Більш того: віщати його можна, користуючись мовою, запозичуючи образи і поняття з релігій обох типу. Тому жіноча проповідь Євангелія, навіть якщо вона несе на собі відбиток хтонічної релігійності може бути необхідною. Це навіть вважається благословінням, почути читання із жіночих вуст.
Звичайно, деякі релігійні ролі мають обмеження лише для жінок, але це надзвичайна рідкість. Велика кількість релігій надають перевагу в лідерських верховних позиціях чоловікам, не даючи шансів жінкам взагалі. Ординація жінок була спірним питанням в деяких релігіях, де або обряд ординації, або роль, яку ординована людина відпрацьовує, зазвичай обмежувалась чоловіками через культурні або теологічні заборони. Починаючи з 19-го століття, деякі християнські конфесії ординували жінок. Серед тих, хто цього не робить, багато хто вважає, що це заборонено. Деякі з цих конфесій ордтнують жінок у дияконство. Деякі ісламські громади нещодавно призначили жінок імамами, зазвичай на служби, які обмежують жінок у молитвах та інших благодійних службах.

## Дхармічні релігії
Переважно в індуїзмі статус жінки передбачає підпорядкування чоловікові. Іноді в індуїстських практиках жінці необхідно жертвувати своїм життям через чоловіка. Прикладом цього є ритуал поховання. Основна його суть полягає у тому, що якщо у жінки помирає чоловік, то вона має спалити себе на похоронному багатті померлого чоловіка. В індуїстській культурі життя жінки набуває більшої значущості лише після жертвопринесення, в результаті якого жінка відроджується у вищій касті у наступному житті. Окрім цього, у гендерній культурі індуїзму виділяють 3 моделі відносин між чоловіком та жінкою:
1. патріархільно-сексистська модель;
2. матріархально-геніколатрична модель;
3. протоегалітарна модель.

Культ матері-богині прослідковується у протоіндійській цивілізації. Зазначений культ проявлявся у поклонінні верховним богиням. Так, у поемі «Рамаяни» описуються ідеальні образи чоловіка та жінки. Образ Рами (образ чоловіка) – це хоробрий воїн, мудрий та справедливий правитель, у той же час образ Сіти (образ жінки) – це вірна дружина, яка своє кохання переносить через усі випробування
Якщо розглядати такий релігійний напрямок як джайнізм, то у палійському творі «Маджджхиманіка» образ жінки описується як «нечистий», особливо, якщо жінка вагітна, годує дитину або нещодавно мала статеві відносини. З рук такої жінки чоловіки не приймають їжу.
У буддизмі проповіді Будди могли вивчати як чоловіки, так і жінки. На рівні з чоловіками жінки могли порушувати різноманітні питання, просити пояснити основні положення доктрини. У той час як чоловіки створювали общини буддизьких монахів, жінки мали право створювати свої спільноти монахинь, але для монахинь палійський закон створив певні дисциплінарні правила.
У сикхізмі головною темою проповідей гуру Нанака, засновника сикхізму, була тема рівності між усіма людьми, незалежно від того, яку він або вона має стать. Тобто в сикхізмі і жінки, і чоловіки відіграють важливу роль.

## Гендерованість у Авраамічних релігіях
Авраамічні релігії -  [Архівовано 17 квітня 2019 у Wayback Machine.]
З феміністичної точки зору ісламський світ жорстко гендерований, розділений на жіночий та чоловічий. Коран всебічно занурюється та регулює сімейно-шлюбні відносини, встановлюючи гендерні ролі. Жінка позиціонується як та, яка потребує контролю. У жіночій вірності можна бути впевненим лише за умови її ізоляції від інших чоловіків, від зорового чи тактильного контакту з нею краще відмовитися. Для послідовників релігії богонатхненні книги є єдиним правильним та основним джерелом усталення правил гендерної рівності, а також уявлень про шлюб, сім’ю, продовження роду. Оскільки Коран лишається священним текстом для мусульман, виступати проти священного авторитету Аллаха неможливо, і такі речі як полігамія продовжують толеруватися жінками. У країнах із значною часткою ісламського населення, таких як Єгипет, Судан, Сомалі, Ефіопія, Кенія, Чад, Африка в районі Сахари, практикуються жіночі обрізання. Вони позиціонуються як гарант чистоти та цнотливості, оскільки сексуальність жінки належить її батьку та її роду, а не їй самій. Правильною гендерною поведінкою для мусульманської жінки є підкорення, слухняність та скромність. Відповідно до Корану, вона має уникати показувати свою привабливість чи свої прикраси.
Положення жінки у ідудаїзмі також має свою сцецифіку та особливість. Ортодоксальний юдаїзм заперечує фемінізм, позиціонує його як чужоріний вплив, який порушує вікові традиції та норми Галахи. У той самий час, у юдейській релігії жінки мають право стати рабинами, брати участь у суспільному управлінні. Більше того, у талмудичній традиції, особливо в Каббалі, образ Шехіни відіграє значну роль, пов'язаної з Хокма-Софією. Шехіна, тотожна з біблійною величчю і Славою Божою, вона є вільним творінням Бога, розглядається як Мати світу і всіх істот, як «мудрість Соломона», «будинок Божий», «собор Ізраїлю», «небесна Донна», «Діва Світу». Вона народжує і годує світ.
Феміністичні ідеї є чужими і для православ’я. І хоча жінки беруть активну участь господарських потребах церкви, так само як і у релігійній освіті та благодійності, у той же час вони сприймають свої нижчі позиції у релігійній структурі як такі, які були передумовлені Богом. У православ’ї жінка зображується як істота другорядна. Та, що була зроблена з ребра Адама, і має його походження. А також вона позиціонується як істота нечиста та грішна, оскільки несе на собі вину за вигнання з Раю.

## Сегрегація
Сегрегація за статтю традиційно практикується у багатьох релігіях. У традиційних єврейських синагогах гендерна сегрегеція продемонстрована у відокремленні жіночої секції  від чоловічої секції стіною або завісою, яка називається мечицею. Чоловікам не дозволяється молитися у присутності жінок, щоб запобігти відволікання.  Більш традиційний або «правий» сучасний православний юдаїзм, і всі форми юдаїзму Хареді, вимагають таку мечицю , що абсолютно не дозволяє чоловікам бачити жінок. Закріплені релігійні ордери, як правило, відокремлені за статтю.
Статева сегрегація в ісламі включає обмеження на взаємодію між чоловіками і жінками. Чоловіки і жінки також поклоняються окремо в більшості мечетей. Згідно з Кораном, жінкам не дозволяється входити до мечеті, якщо вони не прикривають свої волосся хиджабами і їхні тіла одягом,який усе закриває. Крім того, вони не можуть використовувати парфуми, лак для нігтів або будь-які інші речі, які можуть викликати сексуальний потяг. З цієї причини жінки моляться за чоловіками або в окремих кімнатах від чоловіків, щоб уникнути сексуального потягу.

## Ролі у шлюбі
Шлюб – це історично сформована форма відносин між чоловіком і жінкою, за допомогою яких встановлюється їх життя, права та обов’язки. Проте, родина може розглядатися більш складною системою, ніж шлюб, через об’єднання таких елементів, як подружжя, діти та родичі.
У книзі Буття 3 Адам називає свою дружину Єву «життя», оскільки вона «була матір'ю всіх живих».

### Християнство
Сприйняття шлюбу, яке широко розповсюджене в християнстві, полягає у тому, що чоловік розглядається як лідер, а дружина розглядається як послідовник. По суті, чоловікові надається роль керівника, а жінка розглядається як допоміжний компонент. Вважається, що в основній християнській традиції відносини між чоловіком і дружиною відображають відносини між Христом і Церквою. Це можна побачити в Посланні до Ефесян 5:25: «Чоловіки люблять своїх дружин так само, як Христос любив церкву і віддався за неї».
Як стверджують християнські традиціоналісти, чоловік призначений бути живим мучеником для своєї дружини. Жінка, в свою чергу, призначена бути помічником чоловіка.
Хоча ця норма існувала протягом багатьох років, деякі християни рухалися у напрямку більш егалітарних поглядів. Оскільки характер гендерних ролей у церковному світогляді еволюціонує, то й ставлення до цих так званих «природних» стереотипів також змінюється. Той факт, що колись ґендерна рівність була неприпустимою у рамках гетеросексуального шлюбу, тепер вважається варіантом норми.
Християнство визнає тільки моногамний шлюб, вважаючи, що тільки у ньому можливо досягнути повних проявів взаємної близькості. Гомосексуальні гендерні ролі в шлюбі не були широко висвітлені християнськими церквами через невідповідність доктрині.

### Іслам
Додаткова інформація: Права та обов'язки подружжя в ісламі
В ісламі основна відповідальність жінки зазвичай трактується як виконання її ролі дружини і матері, тоді як жінки все ще мають права і можуть вільно працювати. Роль чоловіка –  працювати і бути в змозі захистити і матеріально підтримати його дружину і сім'ю. Що стосується основоположних принципів у шлюбі, чоловікові дозволяється одружуватися на мусульманській, єврейській, сабаїнській або християнській жінці, тоді як жінці дозволяється одружуватися тільки з мусульманином. Обидві статі не можуть одружитися з невіруючими або політеїстами.
Питання про розлучення обговорюється у вірші 2: 228 Корана. Коран інструктує жінок чекати принаймні три менструальних періоди, названих Iddah, перед тим як переходити до другого шлюбу. Метою цього Iddah є забезпечення того, щоб вагітність жінки була пов'язана з справжнім біологічним батьком. Протягом тримісячного періоду очікування, тільки чоловік має право ініціювати сімейне возз'єднання, якщо обидві сторони прагнуть примиритися. Це дає перспективу ґендерної рівності в тому сенсі, що жінки мають владу над чоловіками щодо фінансування, паралельно з тим, як чоловіки мають владу над жінками стосовно послуху, обидва з яких діють лише в розумній мірі. Розлучення, яке ініціюється жінкою, називається Хула, важче отримати через вимогу жінки повернути їй придане і відмовитися від опіки над дитиною. Зокрема, жінка повинна відмовитися від опіки над дитиною, якщо дитина старше семи років. Якщо жінка одержує опіку над дитиною, яка не досягла семирічного віку, вона все ще повинна  втратити опіку після сьомого дня народження дитини. Хоча ісламська релігія вимагає від жінки виплатити своє придане, вона також має право отримувати фінансову допомогу від свого колишнього чоловіка, якщо це необхідно. Також, народження хлопчика є більш радісною подією, аніж народження дівчинки в сім'ї. Більша частина мусульманських сімей буде намагатися народити другу дитину, якщо першою була дівчинка, а не навпаки.
Традиційно хлопчики і дівчата виховуються по-різному, згідно тих гендерних ролей, які від них очікуються у подальшому житті. Так, дівчат виховують бути красивою для майбутнього чоловіка, а також хорошою матір'ю та господинею. Дружина в мусульманській родині також має бути скромною та вихованою, саме тому велику увагу приділяють поведінці дівчат та їх манерам.
Через те в більшості церковних інституцій вживаються тільки наступні твердження: «Бог - наш Батько», «Братерство» і так далі, вважається, що релігія, і віра є прерогативою лише чоловічої статі, навіть звертатися до Господа в мусульманському храмі жінки можуть тільки знаходячись в окремому від чоловіків приміщенні.

## Греко-римське язичництво
У греко-римській міфології жіночим персонажам відведена значна роль. Богиня, яка вважається праматір’ю усього живого, є також уособленням жіночого начала - Богиня-Мати Гея. Вона є початком усіх початків. Богиня не має рівного їй чоловічого персонажа, що  свідчить про особливе вшанування жінок у релігії. Небо - Уран, якого породила Гея, стає чоловіком своєї матері і вони народжують на світ титанів. Але це не дає Урану (чоловічому персонажу) рівною по силі влади, оскільки  його ж дитина (Кронос) скидає його з трону.
Також у сюжеті про походження світу можна побачити, що жіночому образу відведена не лише функція створення, але і знищення. Богиня ніч - Нюкта, яка була у складі перношо покоління богів, породжує богиню Танатоса - смерть, Еріду - розбрат, апатії - обман, бога знищення Кера, Гипнос - похмурий і страхітливий сон, Немесиду - помсту за злочини - і безліч інших.
Навіть після того, як трон Олімпу зайняв Зевс - один з наймогутніших богів в міфології Стародавньої Греції, греко-римське язичництво не перетворилося на цілком патріархальну релігію. Верховний бог Олімпу правив світом разом з його одинадцятьма братами та сестрами, які були рівні з ним по значенню. Також цар усіх царів Зевс не мав влади над власною долею - оскільки долею управляли три Мойри. З давніх давен передбачення долі вважалося жіночою справою. Перша з Мойр - Лахесис визначає долю до народження, Клото - пряде нитку людського життя, у той час як Атропо передбачує смерть.
Як чоловіки так і жінки, які практикували язичництво в стародавніх цивілізаціях, поклонялися божествам чоловічої та жіночої статі, однак у житті жінок богині відігравали значно більшу роль. Влада римських та грецьких богинь часто узгоджувалися з культурно специфічними гендерними очікуваннями на той час, які слугували для їх уособлення у багатьох випадках. Одним з таких очікувань жінок було одруження у відносно молодому віці. Чотирирічний фестиваль ведмедів, відомий як Arkteia, проходив на околицях Афін на честь Артеміди і залучав дівчат віком від семи до чотирнадцяти років. Дівчата змагалися на громадських спортивних заходах, у той час як грецькі чоловіки були глядачами та спостерігаючи за потенційними дружинами. Деметра, богиня родючості, була видатним божеством через особливість ставлення жінок до неї. Міф, що оточує Деметру, пов'язаний з втратою нею дочки Персефони. Доньку було забрано проти її волі до царя підземного царства - Аїда і богиня родючості горювала увесь час, поки донька була у Тартарі. Стосунки між матір'ю та донькою були дуже важливі для стародавніх греків, а розрив цих відносин батьками і чоловіками створив велику напругу в молодих жінок, які були змушені залишити своїх матерів і підкоритися своїм чоловікам і патріархальному суспільству. Деметра була вшанована в жіночих ексклюзивних церемоніях та в різних ритуалах через її загальну зневагу до поведінки чоловіків. Подібними засобами була також вшанована і Афродіта. Не зважаючи на те, що Афродіта біла лагідна до чоловіків, вона відмовлялася відповідати будь-якому смертному чоловічої статі, демонструючи контроль та владу, яку прагнули мати смертні жінки-язичниці у своєму житті.

## Аборти
У багатьох релігіях аборти вважаються аморальними, тому що це є вбивством, котре признається тяжким гріхом.
Католицька церква визнає зачаття початком людського життя, також католики стверджують, що фізичне життя це найголовніша цінність, порівняно з іншими – наприклад права, свобода,  тому аборт заборонений за будь-яких обставин. Однак, за даними Другого Ватиканського Собору, жінки, які зробили аборт, але готові взяти на себе право за життя, забезпечуються прощенням. Раніше це прощення надавали тільки єпископи та члени Верховного трибуналу Апостольської пенітенціарції, проте починаючи з 21 листопада 2016 року Папа Римський дозволив надавати відтепер прощення і звичайним священникам. Проте при цьому наголосив:
Наголошую, що аборт - страшний гріх, він закінчує невинне життя. Утім, можу й мушу стверджувати, що немає такого гріха, якого б не могла сягнути і пробачити милість Божа 
В Біблії про аборти сказано наступним чином:
А коли будуть битися люди, і вдарять вагітну жінку, і вона викине, але не буде іншої шкоди, то взяти з винного пеню, яку покладе на нього чоловік тієї жінки, і він повинен заплатити за присудом суддів; а якщо станеться нещастя, то даси душу за душу, око за око, зуб за зуб, руку за руку, ногу за ногу, обпалених за обпалених, рану за рану, забій за забій.»
Також існує думка стосовно того, що аборт несе за собою ще декілька гріхів, окрім вбивства. Тому що ненароджені немовлята помирають нехрещеними. Тобто, під час аборту, той хто його робить, забирає в ненародженої душі право прийняти Хрещення і пізнати Таїнство Хрещення. Тобто, ці душі потрапляють у вічність нехрещеними.
В мусульманстві аборти є одним із найжорстокіших порушень. Проте є пом'якшення для жінок, у котрих є психічні розлади, або вагітність загрожує їх життю. У індуїзмі обов'язок жінки - народжувати дітей, тому аборт є порушенням цього обов'язку. Винятком є невідповідний стан матері. Веди, які є віковими санскритськими текстами, припускають, що аборт є ще більш грішним, ніж вбивство священика або власних батьків. Практика жінки, яка проводить аборт, вважається неприйнятним в індуській громаді, як в соціальному, так і моральному плані.
Проте наразі аборти дозволені в багатьох країнах на державному рівні, тобто церковні установи не мають на це ніякого впливу.

## Гомосексуальність
Гомосексуальність строго заборонена у багатьох релігіях, але зазвичай в казуїстичних, а не достовірних законах. У Євангеліях нічого не згадується про одностатевий секс. Але ті християнські церкви, що засуджують його виводять це з декількох речень у посланні апостола Павла (варто зауважити, що святий засуджував будь-який позашлюбний секс, а сексуальні стосунки вважав небажаною активністю, яку треба зводити до мінімуму).
Щодо юдаїзму та ісламу, то старозавітні приписи забороняють лише анальний секс між чоловіками, цілком оминаючи інші види одностатевих сексуальних відносин. Тобто, хоча більшість мусульманських та юдейських авторитетів і засуджують такі відносини, ці заборони є виключно їх особистою думкою та не мають достовірного підтвердження.
Загалом, гомосексуальність сприймається як грішний у консервативних рухах і повністю прийнятий у ліберальних рухах. Наприклад, південно-баптистська християнська деномінація вважає гомосексуальність гріхом, тоді як американська баптистська деномінація сприймає гомосексуальність в інклюзивному масштабі.
Отже, поки виділяти однозначне ставлення християнства до гомосексуальності сьогодні не можна, адже воно з плином часу змінюється, залежно від конкретної церковної установи.

## Фемінізм і релігія
Феміністська теологія зародилася у рамках християнства, проте, наразі вона представлена майже в усіх релігіях. Завдяки фемінізму почали обговорюватися такі теми, як можливість просування жінок на священництво, сексуальні зловживання, проблема розлучення та повторного шлюбу.

### Християнство
У християнській традиції питання ролі жінки мала актуальність загалом впродовж усієї історії існування релігії, однак, найбільш активного розгляду вони отримали саме під час першої та другої хвилі фемінізму на Заході.
Феміністське дослідження гендеру та релігії почалося в 1960-х і 70-х роках 20-го століття, коли деякі дослідниці (наприклад, Мері Далі ) почали відчувати незадоволення становища жінок у релігії.
Наприкінці 20-го століття група американських феміністок почала збиратися з метою вивчення тих місць у Біблії, що присвячувалися ролі жінок. У контексті християнства фемінізм розвивався під впливом таких напрямків:
- тих, що знаходяться поза межами існуючих релігій, як часто прихильники фемінізму називають релігійні тексти та практики у контексті доказів існування у суспільстві людей, протилежних феміністичним цілям;
- тих, що незалежно існують від релігії, проте спрямованих на  реформування релігійної сфери з метою гармонізації сучасної релігійної думки.

Водночас, християнський письменник і спікер Пол Кофлін  стверджує, що вплив чоловіків у християнстві є завищеним.

### Феміністична теологія
Феміністична теологія – це систематичний виклад богослов’я з гендерних позицій – тобто з урахуванням гендерної суб’єктивності обох статей, цінність якої полягає у створенні дискурсу в абсолютності релігійних догм, у введені етнічних висловів, необхідних для суспільного й індивідуального процвітання та повноправної участі жінок у суспільній і релігійній сферах, а також у критиці сексизму у церкві і перетворенні традиційної теології в гендерно-егалітарну.
Феміністська теологія вивчає гендерні стереотипи, ідеали, ієрархію соціальних ролей, що представлені у рамках традиційних віросповідань і філософії. Її мета полягає у деконструкції гендерної нерівності в гендерно-егалітарну систему вір і вивчення духовності. Предметом феміністичної теології є категорія «жіночого» у полі релігії, публічної теології, духовних практик та ритуалів. Існують 4 загальновизнані напрямки, що заявляють себе у західній феміністичній теології:
1. ревізіоністський напрямок;
2. реформістський напрямок;
3. революційний напрямок;
4. реджектіоністський напрямок.

Реформістський напрямок спрямований на виявлення антипатріархальних ідеалів. У рамках цього напрямку пропонується відмовитися від сексистських обрядів та вилучити праці, у яких підтверджується гендерна нерівність. Загалом, ідеологи, які підтримують зазначений напрямок, наголошують на тому, що жінок також потрібно вводити у церковну ієрархію.
Основна теза революційного напрямку полягає у тому, щоб відмовитися від впливу традиційних релігій та висовує ідею побудови «жіночої спірітуальності». У цьому даний напрямок дуже схожий з філософією екофемінізму, основна ідея якої полягає у тому, що Богині, висунуті замість історичних форм маскулінних божеств, не протистоять природі та намагаються взаємодіяти з «природними» силами.
Прихильники реджектіоністського напрямку вважають, що через те, що сексизм присутній майже у всіх релігійних практиках світу, він не дає жінкам можливості виражати своє справжнє духовне «я». Тому основною мета теологів реджектіоністського напрямку полягає у створенні нових форм віри та обрядів, які б базувалися на розумінні жіночого духовного розвитку.

## Язичництво і неоязичництво
Язичників правильніше називати "неоязичники" - як їх релігієзнавці і етнографи зазвичай і називають. Неоязичників від історичних язичників відрізняє, перш за все, фактом реконструкції міфологій і обрядів, філософських і містичних уявлень, властивих традиційним релігіям.
Неминучість реконструкції обумовлена розривом природної традиції. Практично всі в сучасній Європі "етнічні", або "природні" релігії - суть неоязичницьких сект, відроджених на основі недавньої і не перерваної традиції. Що значить, що вони мають схожі уявлення про роль гендеру та його існування у богів і духів. Багато язичницьких релігій роблять акцент на жіночу божественну енергію, яка проявляється як Божество. Однак незрозуміло щодо того, що вважається жіночим і чоловічим. Під час PantheaCon в 2011 році група Діанік-Вікканс, що виконувала жіночий ритуал, відмовила транс-жінкам у приєднанні через їхню концепцію жінок, здатних відчувати менструацію та пологи. Інші язичники, однак, охопили безліч гендерних ідентичностей, поклоняючись трансгендерам, гермафродитам і чудовим богам з античності, наприклад, грецький бог, Гермафродит.

## Релігійна підтримка гендерної рівності
У рамках деяких релігій стверджуються щодо існування гендерної нерівності  як повноцінного явища або як такого, що має окремі прояви. Зокрема, сикхи вірять у рівність чоловіків і жінок. Так, П'єр Чауну стверджує, що вплив християнства є головним фактором, що веде до рівності жінок та чоловіків. Дослідниця Пріамавада Гопал стверджує, що підвищення ґендерної рівності є продуктом юдео-християнської доктрини. Вона висловлює стурбованість тим, що ґендерна рівність використовується західними країнами як обґрунтування «неоколоніалізму». Тієї ж думки дотримується Джамейн Абідоган, яка розглядає фемінізм у контексті «неоколоніалізму». У часи перших християн жінки вже відігравали значну роль, і найактивніші з них згадуються у сюжетах Святого Письма. До числа таких жінок можна віднести Марію Магдалину, дружину Кліопа, іншу Марію та мати Іакова.